# Fray Junípero Serra Fraccionamiento
Fray Junípero Serra Fraccionamiento är en ort i Mexiko.   Den ligger i kommunen Querétaro och delstaten Querétaro Arteaga, i den centrala delen av landet, 190 km nordväst om huvudstaden Mexico City. Fray Junípero Serra Fraccionamiento ligger 2 052 meter över havet och antalet invånare är 963.
Terrängen runt Fray Junípero Serra Fraccionamiento är kuperad åt nordost, men åt sydväst är den platt. Runt Fray Junípero Serra Fraccionamiento är det tätbefolkat, med 762 invånare per kvadratkilometer. Närmaste större samhälle är Santiago de Querétaro, 8,2 km söder om Fray Junípero Serra Fraccionamiento. Trakten runt Fray Junípero Serra Fraccionamiento består i huvudsak av gräsmarker.